# Ugolino Verino
Pour les articles homonymes, voir Verino.
 (septembre 2024).
La mise en forme du texte ne suit pas les recommandations de Wikipédia : il faut le « wikifier ».
Les points d'amélioration suivants sont les cas les plus fréquents. Le détail des points à revoir est peut-être précisé sur la page de discussion.
- Les titres sont pré-formatés par le logiciel. Ils ne sont ni en capitales, ni en gras.
- Le texte ne doit pas être écrit en capitales (les noms de famille non plus), ni en gras, ni en italique, ni en « petit »…
- Le gras n'est utilisé que pour surligner le titre de l'article dans l'introduction, une seule fois.
- L'italique est rarement utilisé : mots en langue étrangère, titres d'œuvres, noms de bateaux, etc.
- Les citations ne sont pas en italique mais en corps de texte normal. Elles sont entourées par des guillemets français : « et ».
- Les listes à puces sont à éviter, des paragraphes rédigés étant largement préférés. Les tableaux sont à réserver à la présentation de données structurées (résultats, etc.).
- Les appels de note de bas de page (petits chiffres en exposant, introduits par l'outil «  Source ») sont à placer entre la fin de phrase et le point final[comme ça].
- Les liens internes (vers d'autres articles de Wikipédia) sont à choisir avec parcimonie. Créez des liens vers des articles approfondissant le sujet. Les termes génériques sans rapport avec le sujet sont à éviter, ainsi que les répétitions de liens vers un même terme.
- Les liens externes sont à placer uniquement dans une section « Liens externes », à la fin de l'article. Ces liens sont à choisir avec parcimonie suivant les règles définies. Si un lien sert de source à l'article, son insertion dans le texte est à faire par les notes de bas de page.
- La présentation des références doit suivre les conventions bibliographiques. Il est recommandé d'utiliser les modèles {{Ouvrage}}, {{Chapitre}}, {{Article}}, {{Lien web}} et/ou {{Bibliographie}}. Le mode d'édition visuel peut mettre en forme automatiquement les références.
- Insérer une infobox (cadre d'informations à droite) n'est pas obligatoire pour parachever la mise en page.

Pour une aide détaillée, merci de consulter Aide:Wikification.
Si vous pensez que ces points ont été résolus, vous pouvez retirer ce bandeau et améliorer la mise en forme d'un autre article.
Ugolino Verino (1438 - 10 mai 1516), également connu sous le nom de Ugolino di Vieri, est un poète italien de la république de Florence, surtout connu pour son hexamètre dactylique latin. Né à Florence dans une famille noble de magistrats, il se forme auprès de Cristoforo Landino et sert comme poète à la cour de Laurent de Médicis. Humaniste et professeur d'humanités auprès du pape Léon X, de Francesco Pitti et de Crinitus, il se place sous le patronage de Girolamo Savonarola et des Piagnoni . Il meurt à Florence en 1516,,,,.

## Œuvres
Son œuvre poétique majeure, Flametta, est dédiée à Cosme Ier de Médicis (1463) puis redédiée à Laurent de Médicis (1464). Son Paradisus (1468-1469) est écrit en mémoire de Cosme. Entre 1469 et 1480, il compose une épopée sur Charlemagne intitulée De gestis Magni Caroli, plus connue sous le nom de Carlias . Après sa conversion religieuse, il dédie sa Carmen de christiana religione ac vitae monasticae felicitate (1491) à Savonarole et rejette la poésie profane.
Il est aussi célèbre pour avoir publié l'ouvrage De Illustratione urbus Florentiae.
À Florence, du temps de Savonarole à la fin du XVe siècle, il fait partie de ses soutiens, appelés les piagnoni
Le fils d'Ugolino, Michele di Vieri (it), connu, aussi homme de lettres, est décédé avant son père à l'âge de dix-huit ans ,.